# Adolf Wuttig
Friedrich Ludwig Adolf Wuttig (* 16. Januar 1844 in Berka/Ilm; † 20. April 1929 in Magdeburg) war ein deutscher evangelisch-lutherischer Pfarrer. Er war Gründer der ersten Raiffeisen-Genossenschaft im damaligen Herzogtum Sachsen-Meiningen und gilt auch als Gründer des thüringischen Raiffeisenverbands.

## Leben und Werk
Adolf Wuttig war der Sohn eines Gerichtsschreibers. Er studierte an der Friedrich-Schiller-Universität Jena und an der Universität Leipzig Theologie. Während seines Studiums in Jena wurde er 1864 Mitglied der Burschenschaft Arminia auf dem Burgkeller. Sein zweites Staatsexamen bestand er 1869 in Leipzig. Während der Examenszeit und einige Zeit danach war er als Hauslehrer und Collaborator in Weimar tätig. 1870 wurde er Pfarrer von Roda bei Ilmenau. Er heiratete am 11. Oktober 1870 Emilia Charlotte Ackermann (1844–1908). Mit ihr hatte er vier Söhne und zwei Töchter.
Ab 1877 war er Pfarrer in Frankenheim/Rhön. Nach mehreren Missernten und einer Typhusepidemie gab es damals Empfehlungen an die Regierung des Herzogtums Sachsen-Meiningen, angesichts der katastrophalen Bedingungen im Ort die Bevölkerung nach Amerika zu verschiffen und die Gebäude verfallen zu lassen. Wuttig erkannte als Hauptgrund der Armut das Wucherunwesen, dem die Bevölkerung schutzlos ausgeliefert war, da es zu der Zeit noch keine Banken gab. Auf der Suche nach Lösungen las er von den Hilfsvereinen, die Friedrich Wilhelm Raiffeisen im Westerwald zur Behebung der Armut ins Leben gerufen hatte. Nach einigen Briefwechseln mit Raiffeisen gründete Adolf Wuttig 1879 einen Darlehenskassen-Verein für Frankenheim und Birx. Ebenso veranlasste er die Gründung eines Viehversicherungs-Vereins nach dem Raiffeisen-Prinzip auf gegenseitige Hilfe. Dies waren die ersten nach dem Genossenschaftsgedanken organisierten Vereine im Gebiet des heutigen Thüringen.
Durch eine großherzogliche Stiftung, insbesondere auf Betreiben von Karoline von Sachsen-Weimar-Eisenach, wurde gleichzeitig die ärztliche Versorgung und die Kinderbetreuung verbessert. Ebenso gab es Hilfen beim Brunnen- und Straßenbau. Adolf Wuttig gründete in Frankenheim eine Bürstenfabrik, um Arbeits- und Verdienstmöglichkeiten zu schaffen. Dort waren bald 90 Personen beschäftigt. Mit Hilfe der Stiftung und des Darlehenskassen-Vereins wurde ein Wohnungsbauprogramm aufgelegt, durch das es auch armen Familien möglich wurde, sich ein kleines Haus zu bauen. 1887 wurde auf Betreiben von Wuttig ein überörtlicher Raiffeisenverband für die Umgegend gegründet.
Während seines Engagements zur Behebung der Armut in Frankenheim kam Wuttig auch erstmals in Kontakt mit Mitgliedern der Inneren Mission. Auf der Jahreshauptversammlung der Thüringer Konferenz für die Innere Mission hielt er 1887 einen Vortrag über seine in Frankenheim gemachten Erfahrungen mit Darlehensvereinen. Er empfahl sie als „hochbedeutsame Einrichtungen [...] zur Hebung der wirtschaftlichen und moralischen Gemeindeverhältnisse.“ Im März 1888 wurde der Vortrag in der Monatszeitschrift der Inneren Mission veröffentlicht.
Nach der Novellierung des Genossenschaftsgesetz durch den Reichstag im Sommer 1889 wurde Wuttig vom Zentralausschuss der Inneren Mission gebeten, eine neue Schrift zu verfassen, mit der für die Darlehenskassen-Vereine geworben werden sollte, unter Berücksichtigung der neuen gesetzlichen Vorgaben. Im August 1890 erschien dann die erste Auflage von Friedrich Wilhelm Raiffeisen und die nach ihm genannten ländlichen Darlehnskassen-Vereine. Von der Schrift erschienen bis 1921 sechs erweiterte und überarbeitete Auflagen.
Als Pfarrer wechselte Adolf Wittig 1891 als Oberpfarrer und Superintendent nach Auma und danach ab 1903 nach Allstedt. Schon 1892 war er zum ehrenamtlichen Mitglied des Kirchenrats berufen worden. 1920 ging er in den Ruhestand.

## Ehrungen und Erinnerung
- 1908: Ehrendoktor der theologischen Fakultät an der Universität Jena[1]
- Ehrenbürger von Allstedt[1]
- 1970: Gedenktafel am Pfarrhaus in Frankenheim[4]
- „Gedenkecke“ im Karolinenheim in Frankenheim[5]

## Werke
- Friedrich Wilhelm Raiffeisen und die nach ihm genannten ländlichen Darlehnskassen-Vereine -  : Ein Weck- und Mahnruf an alle, die unser Volk liebhaben, Neuwied, Landwirtschaftlicher Zentral-Darlehnskasse für Deutschland, 6. jeweils überarbeitete und erweiterte Auflagen zwischen 1890 und 1921
- Erinnerungen aus dem Leben eines Achtzigjährigen, Weimar, R. Wagner, 1925